# Institut d'éducation motrice
Pour les articles homonymes, voir IEM.
Un Institut d'éducation motrice (IEM) est en France un établissement médico-social qui propose des prises en charge pour les enfants et adolescents sujets à une déficience motrice importante.

## Textes de référence
- articles L. 311-1 et suivants du Code de l’action sociale et des familles, en particulier les articles D. 312-60 et suivants relatifs aux conditions techniques minimales d’organisation et de fonctionnement applicables aux établissements et services prenant en charge des enfants ou adolescents présentant une déficience motrice et D. 312-83 et suivants relatifs aux conditions techniques minimales d’organisation et de fonctionnement applicables aux établissements et services prenant en charge des enfants ou adolescents polyhandicapés.
- Antérieurement à la promulgation de la loi no 2002-2 du 2 janvier 2002 rénovant l’action sociale et médico-sociale, les IEM relevaient des  annexes XXIV bis et XXIV ter du décret no 56-284 du 9 mars 1956[1] modifié complétant le décret no 46-1834 du 20 août 1946 modifié fixant les conditions d'autorisation des établissements privés de cure et de prévention pour les soins aux assurés sociaux.

## Missions
Les IEM accueillent et accompagnent :
- au titre du handicap moteur, des enfants ou des adolescents présentant une déficience motrice, conformément à leur plan personnalisé de compensation comprenant le projet personnalisé de scolarisation et prenant en compte le recours à des moyens spécifiques pour le suivi médical, la scolarisation, la formation générale et professionnelle, afin de réaliser leur intégration familiale, sociale et professionnelle[2] ;
- au titre du polyhandicap, conformément à leur plan personnalisé de compensation comprenant le projet personnalisé de scolarisation, des enfants ou adolescents présentant un handicap grave à expression multiple associant déficience motrice et déficience mentale sévère ou profonde et entraînant une restriction extrême de l'autonomie et des possibilités de perception, d'expression et de relation. Ce polyhandicap éventuellement aggravé d'autres déficiences ou troubles nécessite le recours à des techniques spécialisées pour le suivi médical, l'apprentissage des moyens de relation et de communication, le développement des capacités d'éveil sensori-moteur et intellectuelles concourant à l'exercice d'une autonomie optimale[3].

## Droits des enfants accueillis
Les enfants et adolescents en IEM disposent des mêmes garanties de leurs droits fondamentaux, y compris en termes de scolarisation, que les catégories de publics accueillis ou accompagnés dans les autres catégories d’ESSMS.

## Financement
Le financement des IEM est assuré par l'Assurance maladie et fait l’objet d’une tarification par le directeur général de l’agence régionale de santé.